# Янков, Йордан
Йордан Янков Урумов (болг. Йордан Янков Урумов; 8 июня 1936 — 25 мая 2011) — болгарский поэт, переводчик, преподаватель и журналист.

## Биография
Родился 8 июня 1936 года в Сливене. По образованию филолог и журналист. Работал преподавателем и журналистом. Был главным редактором Издательского дома западноевропейского искусства XX века «Парабола». Также был директором частной Академии свободного искусства «Жюль Паскин» в Софии. Являлся членом Союза болгарских писателей.
Янков является автором стихов, эссе, мемуаров и песен. Среди его книг: «Анонсы» (1966), «Июнь» (1976), «Дорожная дверь» (1978), «Спросите садовника» (1987), «Художники» (2000) «Резонанс» (2008). Он переводит произведения Сумако Фукао, Олега Шестинского, Николая Тихонова и Франсиса Жамма. В тандеме с композитором Зорницей Поповой создал много песен. Его работы были признаны за рубежом. В 2003 году он был удостоен Гран-при по литературе и искусству «Добри Чинтулов» в муниципалитете Сливен. С того же года он был «Почётным гражданином Сливена».
Умер 25 мая 2011 года в Софии.

## Известные песни с его текстами
- Мими Иванова – Дамата с кученцето
- Мими Иванова – Автостоп
- Мими Иванова – Приеми ме такава
- Мими Иванова – Няма рози без бодли
- Мими Иванова – Петнадесет лалета
- Мими Иванова – Слънцето е в моите коси
- Мими Иванова – Зелена звезда
- Богдана Карадочева – В един далечен град
- Борис Гуджунов и Стефка Оникян – Никога не е късно
- Борис Гуджунов – Може би рано, може би късно
- Йорданка Христова и Боян Иванов – Ще се срещнем с птиците
- Боян Иванов – Запази си усмивката
- братя Аргирови – Скрито-покрито
- Венета Рангелова – Виновен няма
- Венета Рангелова – Аз съм твоето лошо момиче
- Венета Рангелова – Не си отивай любов
- Веселин Маринов – Припомни си моето име
- Георги Христов – Ще те накарам да се влюбиш
- Георги Христов – Днес си малко странна
- Георги Христов и Росица Кирилова – Как ще стане това
- Георги Христов – Сто процента обич
- Деян Неделчев – Анна
- Ани Върбанова – Не приемай чужди съвети
- Ивелина Балчева – Виза за Канада
- Ивелина Балчева – Много шум за нищо
- Ивелина Балчева – Честни сини очи
- Ивелина Балчева – Нощта между вторник и сряда
- Ивелина Балчева – Ревността за мен не значи обич
- Ивелина Балчева – Манекен
- Ивелина Балчева – Хайде, хоп
- Ивелина Балчева – Няма вечна орис
- Ивелина Балчева – Днес оставям самотата
- Ивелина Балчева – Грешна ли съм, Господи
- Ивелина Блачева – Не казвай лека нощ
- Ивелина Балчева – Някой върви след мен
- Ивелина Балчева – Страх от любов
- Ивелина Балчева – Луда съм по теб
- Ивелина Балчева – Обич без милост
- Йорданка Христова – Не се изказва с думи любовта
- Йорданка Христова – Всичко отначало
- Катя Филипова – Гледай в мен
- Кичка Бодурова – Чик-чирик
- Кичка Бодурова – Кажи че ме обичаш
- Кичка Бодурова – Вик за любов
- Кичка Бодурова – Ваза с цветя
- Кичка Бодурова – Нежност за утре
- Кристина Димитрова – В дългия ден, в дългата нощ
- Кристина Димитрова и Орлин Горанов – Спорт и любов
- Кристина Димитрова – Вечен шах
- Лили Иванова – Минах край една любов
- Лили Иванова – Огън за двама
- Маргарита Хранова – Даже и в петъчен ден
- Маргарита Хранова – Влюбен в колата си
- Мустафа Чаушев – Кажи ми, Кармен
- Мустафа Чаушев – Всеки има свои тайни
- Мустафа Чаушев – Дай ми от своя сън назаем
- Мустафа Чаушев – Един чадър и една усмивка
- Нели Рангелова и Росица Кирилова – Вик за близост
- Нели Рангелова – Момче с червено яке
- Силвия Кацарова и LZ – Нито ти, нито той
- Ритон – Дон Кихот и Дулцинея
- Ритон – Между не и да
- Ритон – Сърце зад три врати
- Ритон – Ало, такси
- Роксана Белева – Гълъб в твоята длан
- Росица Борджиева – Не се променяй
- Росица Борджиева – Три светлини
- Петя Буюклиева – Знам кога, знам къде
- Тони Томова – Бъди до мен и утре
- група Кукери – Нощен експрес
- Фамилия Тоника – И още нещо
- Емилия Маркова – Пролетна мечта
- Росица Кирилова – Боса по асфалта
- Росица Кирилова – Има шанс, няма шанс
- Росица Кирилова – Как ще стане това
- Росица Кирилова – Къде отиваш в такова време
- Росица Кирилова – Не заключвай в рамки любовта
- Росица Кирилова – Ден до пладне
- Росица Кирилова – Мой добър Пиеро
- Росица Кирилова – С дъх на жасмин
- Цветан Панков – Почакай, мамо